# Serjania columbiana
Serjania columbiana är en kinesträdsväxtart som beskrevs av Ludwig Radlkofer. Serjania columbiana ingår i släktet Serjania och familjen kinesträdsväxter. Inga underarter finns listade i Catalogue of Life.